# Thermosediminibacter litoriperuensis
Thermosediminibacter litoriperuensis è una specie di batterio appartenente alla famiglia delle Thermoanaerobacteriaceae.